# Французский парадокс
Францу́зский парадо́кс, или французский синдром, — сравнительно низкий уровень сердечно-сосудистых и онкологических заболеваний у жителей Франции при высококалорийном рационе питания и обилии в нём жиров. 

## Статистические данные
По данным Продовольственной и сельскохозяйственной организации ООН на первые годы XXI века, французы потребляют в день в среднем 108 граммов жира животного происхождения, американцы — только 72. Также житель Франции потребляет в четыре раза больше масла, на 60 % больше сыра и в три раза больше свинины. Общий баланс по потреблению жиров не слишком различается (171 г/день против 157 г/день), но доля особенно опасных насыщенных жиров значительно выше. В то же время, по данным Британского фонда сердца, уровень смертности от коронарных болезней сердца среди мужчин 35-74 лет в США составлял 115 человек на 100 тысяч населения, во Франции же этот показатель составлял только 83. Уровень онкологических заболеваний у французов на 25 % ниже.
С течением времени, по мере того, как во Франции растёт доля иммигрантов с собственными пищевыми привычками и традициями, а молодое поколение проявляет склонность к фастфуду и сладким газированным напиткам, в стране растёт процент страдающих от ожирения, а парадоксальная статистика всё больше сглаживается.

## История термина
Термин был впервые использован в органе Международной организации виноградарства и виноделия «The Letter» в 1986 году. Возникновение понятия и широкое распространение его в научных и журналистских кругах связано с деятельностью профессора Сержа Рено (фр. Serge Renaud), руководителя французского Института по исследованию свойств вина. Ещё с 1978 года в его институте проводились исследования 36 тысяч французов, для того чтобы выявить корреляцию состояния их здоровья с потреблением вина. В ноябре 1991 года в интервью программе американского телеканала CBS «60 минут» Рено обнародовал промежуточные результаты своих исследований, сообщив, что среди потребляющих 1-2 бокала красного сухого вина в день уровень заболеваемости сердечно-сосудистыми коронарными заболеваниями ниже, по сравнению с выпивающими больше или меньше алкоголя, также среди таких людей дольше продолжительность жизни. Это вызвало повышение уровня продаж красных вин в США и повышенный интерес к проблеме «французского парадокса».

## Причины
«Благотворное действие» сухого красного вина Серж Рено и другие исследователи объясняют влиянием на организм содержащегося в вине алкоголя (при малых дозах потребления вызывающее зависимость и канцерогенное вещество, не имеющее доказательной эффективности) и биологически активных веществ — ресвератрола и других полифенолов. Содержание этих веществ в вине не столь велико, чтобы их воздействие на организм могло как-то фиксироваться исследователями. Кроме того, аналогичное потребление вина в соседних с Францией странах (Испании и Италии) не рождает аналогичных парадоксов, что свидетельствует, видимо, о более комплексном характере причины хорошего здоровья французов. В любом случае, непременным условием благотворного влияния вина на здоровье человека все исследователи называют его умеренное потребление — один-два бокала в день.
Традиционный рацион питания во Франции в целом соответствует принципам средиземноморской диеты и многим рекомендациям диетологов. Например, там относительно велико потребление рыбы, оливкового масла, свежих овощей и фруктов, малое содержание сахара в блюдах. Кроме того, культура принятия пищи также вполне способствует здоровью: порции, как правило, совсем небольшие, но поедают их не спеша; перекусы между завтраком и обедом, обедом и ужином не распространены. Клод Фишле, учёный Французского института здравоохранения, и Пол Роузен, психолог из Пенсильванского университета, дополняют эту гипотезу ещё более оригинальными соображениями. Они считают, что, кроме разнообразного рациона и строгого режима питания, большое значение имеет само отношение французов к еде: в отличие от большинства мировых наций, они считают еду величайшим удовольствием и никогда не испытывают чувства вины из-за съеденной пищи. Это, в свою очередь, избавляет их от стресса, отрицательным образом влияющего на пищеварение и обмен веществ.

## Критика
Критики утверждают, что парадокс был сфабрикован французской винодельческой промышленностью с тем, чтобы остановить падение продаж вина, особенно среди молодого поколения. Сравнительно благоприятная французская статистика в отношении сердечно-сосудистых заболеваний может объясняться несовпадением принятых в разных странах подходов к регистрации заболеваний. Когда исследователи принимают во внимание процент отказавшихся от приёма алкоголя (в том числе из-за возникших у них проблем со здоровьем), употребление алкоголя неизменно коррелирует с повышенным риском хронических заболеваний, в том числе и сердечно-сосудистых.